# Genís Montolio
Genís Montolio Lafuente (* 23. Juli 1996 in Barcelona) ist ein spanischer Fußballspieler. Der Innenverteidiger steht seit 2024 beim Schweizer Zweitligisten FC Thun unter Vertrag.

## Karriere
Montolio stammt aus dem Nachwuchs des FC Villarreal, für dessen Reserveteams er einige Partien absolvierte. Für die erste Mannschaft spielte er im Dezember 2017 ein einziges Mal, dafür über 90 Minuten in der UEFA Europa League gegen Maccabi Tel Aviv. Montolio spielte bei diversen Teams in der dritthöchsten spanischen Liga, bevor er 2021 in die dritthöchste Schweizer Liga zur zweiten Mannschaft des FC Zürich wechselte. Nach einer Saison wechselte er zum FC Wil in der zweithöchsten Liga. Er unterschrieb einen Vertrag bis 2024. In der Hinrunde 2022/23 war Montolio als Innenverteidiger mit fünf Treffern der treffsicherste Wiler Spieler. Nach zwei Jahren in Wil wechselte er 2024 zum Ligakonkurrenten FC Thun. Im Mai 2025 stieg Montolio mit dem FC Thun in die Super League auf und wurde Meister der Challenge League.